# Corn dog
Corn dog nebo též Párek v těstíčku je specialita rychlého občerstvení pocházející z USA. Název znamená doslova „kukuřičný pes“ a jde o variantu hot dogu. Párek nebo jiná uzenina (klobása, chorizo) se napíchne na dřívko, obalí v těstíčku z kukuřičné mouky, mléka a vajec a usmaží v oleji do zlatohněda. Při konzumaci se corn dog drží za dřívko, podává se s kečupem a hořčicí, obvyklou přílohou jsou hranolky nebo tater tots.
Pokrm začali připravovat počátkem 20. století němečtí přistěhovalci v Texasu. Corn dogy byly typickým jídlem na státním veletrhu v Dallasu, odtud se rozšířily na různé poutě a veřejné slavnosti po celých USA, podávají se také v Disneylandu. V supermarketech se dají koupit jako polotovary, které stačí pouze usmažit. Staly se populárním pouličním občerstvením ve východní Asii, v Argentině jsou známy pod názvem panchuker a v Québecu jako pogo. Třetí březnová sobota, kdy se hraje finále univerzitního basketbalového mistrovství, je v USA známá jako National Corndog Day.